# Carl Gustaf Eliason
Carl Gustaf Johan Eliason, född 9 augusti 1920 i Stockholm, död 28 juni 1976, var en svensk läkare.
Eliason, som var son till kapten Verner Eliason och Hildur Bylund, avlade studentexamen i Stockholm 1939, blev medicine kandidat vid Karolinska Institutet 1942 och medicine licentiat där 1947. Han var förste underläkare vid allmänna avdelningen på Radiumhemmet 1948–1950, vid röntgendiagnostiska avdelningen på Karolinska sjukhuset 1950–1954, extra läkare vid röntgenavdelningen på Uddevalla lasarett 1953, biträdande överläkare vid röntgendiagnostisk avdelning II på Sahlgrenska sjukhuset 1954–1957, blev biträdande överläkare röntgenavdelningen på Halmstads lasarett 1958 och senare överläkare. Han var marinläkarstipendiat 1946 och marinläkare första graden i reserven sedan 1950.